# Banco Comercial e de Investimentos
El Banco Comercial e de Investimentos (BCI) és un banc moçambiquès constituït el 17 de gener de 1996 amb la designació "AJM - Banco de Investimentos" i un capital social de 30 milions de meticals, subscrit i realitzat principalment per inversors moçambiquesos.
El nom inicial va ser canviat al juny del mateix any per "Banco Comercial e de Investimentos, SARL", manteniment les activitats circumscrites a l'àmbit de la banca d'inversió. El 18 d'abril de 1997 l'estructura accionarial de la BCI va canviar amb l'entrada de la Caixa Geral de Depósitos (CGD, de Portugal), després d'un augment de capital de 30 a 75.000.000 meticals. La CGD va prendre una participació del 60%. Del 40% restant, SCI – Sociedade de Controlo e Gestão de Participações, SARL, companyia que agrupa la major part dels primers inversors, va prendre el 38,63% i l'1,37% restant es distribueix pels petits accionistes.
El 24 d'abril de BCI que va començar a operar com a banc comercial. Al desembre de 2003 el BCI es va fusionar amb el Banco de Fomento (BF) a través de la integració de tots els actius del BF al BCI i l'extinció del BF. A continuació, el Banc va adoptar el nom comercial "BCI Fomento". Això va fer possible l'entrada d'un nou accionista de referència, el Grup BPI, amb el 30% de les accions.
En 2007 l'estructura accionarial del BCI fou alterada amb la sortida del Grup SCI i l'entrada del Grup INSITEC, amb el 18,12% de les accions. La participació de la CGD passà al 51% i la del Grupo BPI passà al 29,55% de les accions.